# 알칼리지 FC
알칼리지 FC(아랍어: نادي الخليج بسيهات)는 사우디아라비아 동부주 사이하트 카티프에 위치한 사우디아라비아의 프로 축구 클럽이다.
이 클럽은 또한 종합 스포츠 클럽, 사회 및 교육 기관이다. 또한, 클럽 내의 다양한 팀들은 연령에 따라 다양한 수준으로 분류되며 다양한 스포츠에서 경쟁한다. 칼리지 클럽 팀들이 참가하는 스포츠 중에는 축구, 핸드볼, 배구, 농구, 테니스, 탁구, 체조, 육상, 수영 등이 있다.
이 클럽은 핸드볼 팀으로 잘 알려져 있으며, 다양한 글로벌 챔피언십에 출전한 바 있다. 또한 육상 대표팀은 국제적으로 인정받으며 권위 있는 글로벌 대회에서 금메달을 획득했다.
클럽의 경기장이 이전 10,000명에서 증가한 15,000명의 수용 인원으로 완전히 재건될 것이라고 발표되었다. 리노베이션에는 새로운 핸드볼 코트와 업그레이드된 훈련 시설도 포함될 예정이다. 공사는 2024년 4월에 시작되어 2027년 AFC 아시안컵을 앞두고 2026년에 완공될 예정이었다. 그러나 공사는 제때 시작되지 않았고 프로젝트 진행 상황에 대한 업데이트도 제공되지 않았다. 또한 2027년 AFC 아시안컵 경기장이 발표되었을 때 칼리지의 새 경기장은 목록에 포함되지 않았다.

## 선수 명단

### 현역
참고: FIFA 자격 규정에 따라 소속된 국가대표팀 국기를 표시합니다. 선수는 복수의 FIFA 비회원국 국적을 가지고 있을 수 있습니다.
| 번호 | 포지션 | 국적 | 이름          |
| ---- | ------ | ---- | ------------- |
| 7    | MF     | 토고 | 칼레드 나레이 |

| 번호 | 포지션 | 국적 | 이름 |
| ---- | ------ | ---- | ---- |